# Tino Schopf

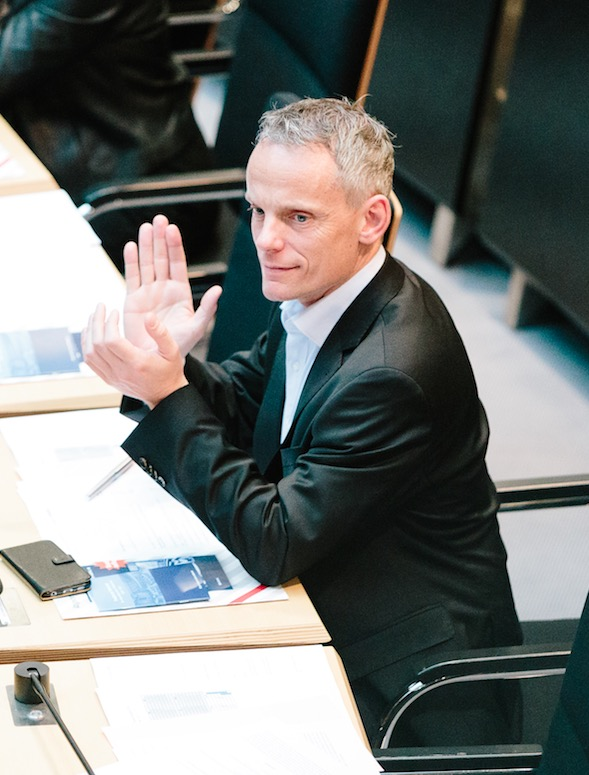
Tino Schopf im Plenum 2016

Tino Schopf (* 29. Oktober 1974 in Perleberg) ist ein deutscher Politiker (SPD). Er ist seit 2023 Mitglied im Abgeordnetenhaus von Berlin, dem er bereits in den Jahren 2016 bis 2021 angehörte. Davor war er von 2021 bis 2023 Staatssekretär in der Berliner Senatsverwaltung für Wirtschaft, Energie und Betriebe. 

## Biografie
Tino Schopf wuchs in Wittenberge auf und absolvierte nach dem Schulbesuch eine Ausbildung zum Verkehrskaufmann. Seit 2005 lebt er in Berlin.

## Partei und Politik
Schopf gehört der SPD seit dem Jahr 1999 an. Bei den Kommunalwahlen in Brandenburg 2002 erhielt er ein Mandat im Stadtrat von Wittenberge. Bei der Wahl zum Abgeordnetenhaus von Berlin 2016 wurde er im Wahlkreis Pankow 9 direkt in das Abgeordnetenhaus gewählt. Er war in der 18. Wahlperiode Mitglied in den Ausschüssen Umwelt, Verkehr und Klimaschutz, Stadtentwicklung und Wohnen sowie Petition. Darüber hinaus war er der verkehrspolitische Sprecher der SPD-Fraktion. Von Juli 2018 bis November 2021 gehörte Tino Schopf dem zweiten BER Untersuchungsausschuss (BER II) an. Bei der Abgeordnetenhauswahl 2021 gewann er erneut das Direktmandat im Wahlkreis Pankow 9.
Am 23. Dezember 2021 wurde er zum Staatssekretär für Energie und Betriebe in der Berliner Senatsverwaltung für Wirtschaft, Energie und Betriebe ernannt. Im Zuge dessen legte er sein Mandat im Abgeordnetenhaus nieder. Für ihn rückte Torsten Schneider in das Abgeordnetenhaus nach. Bei der Wiederholungswahl 2023 zog Schopf erneut ins Abgeordnetenhaus ein. Mit seinem erneuten Einzug in das Abgeordnetenhaus schied er am 16. März 2023 als Staatssekretär aus.